# Huéscar
Huéscar es una localidad y municipio español situado en la parte centro-norte de la comarca homónima, en la provincia de Granada, comunidad autónoma de Andalucía. Limita con los municipios granadinos de la Puebla de Don Fadrique, Orce, Galera, Castilléjar y Castril; con los municipios jienenses de Segura de la Sierra —por un enclave— y Santiago-Pontones; y con el municipio albaceteño de Nerpio. Cuenta con una población de 7234 habitantes (INE 2024). Por su término discurren los ríos Bravatas, Guardal, Raigadas y Zumeta.
El municipio oscense es el más septentrional de toda la provincia de Granada, y comprende los núcleos de población de Huéscar —capital municipal, comarcal y sede de un partido judicial propio—, Barrio Nuevo, Barrio Nuevo de San Clemente, La Parra, Duda y Canal de San Clemente, así como los diseminados de Los Cánovas, Don Gabriel, Fuencaliente, La Hoya del Espino, Prado Puerco, Torralba y La Vidriera, entre otros.
El pueblo se ubica al amparo de la sierra de la Encantada. Urbanísticamente destacan sus casas señoriales, que aún conservan los blasones con los escudos nobiliarios en sus fachadas. Otros lugares de interés son la sierra de La Sagra, dicho pico tiene una altitud de 2383 m, un lugar muy visitado por los amantes de la naturaleza y el senderismo. El parque Rodríguez Penalva —uno de los más grandes en extensión de toda Granada—, así como el embalse de San Clemente. Huéscar es, además, un paraje natural en el que se pueden apreciar unas gigantescas secuoyas —llamadas mariantonias—, que fueron plantadas hace más de cien años. El río Guardal cuenta con varios monumentos a su paso por este término municipal, entre los que destaca el Puente de las Ánimas —o Acueducto de Raigada— del siglo XVI, que fue declarado Monumento Histórico Artístico Nacional en 1982, o el Puente Duda, cuyos pilares descansan sobre roca viva. Además, en las Fuentes de Guardal se encuentra la cabecera del Canal de Carlos III.
Su economía se basa principalmente en la agricultura y la ganadería, siendo la sede de la Feria Nacional de Criadores de Oveja Segureña.

## Toponimia
Tradicionalmente se pensaba que los romanos llamaron Osca a una villa que fundaron en el actual pago de Torralba, pero esto se ha demostrado falso. Mantuvieron el nombre íbero de Úskar, por lo que la única Osca que hubo fue la ciudad aragonesa de Huesca. Se emplea el gentilicio oscense y, en menor medida, huesquerino/a o huesqueño/a.
| Úskar > Huescar > Guescar > Huéscar |

## Símbolos
Huéscar cuenta con un escudo y bandera adoptados oficialmente el 1 de agosto de 2017. El actual escudo es una versión del aprobado por el consistorio a finales de 1887, siendo su primera impronta conocida el 2 de enero de 1888.

### Escudo
Su descripción heráldica es la siguiente:

En campo de azur (azul), un castillo de oro (amarillo), aclarado de gules (rojo); surmontado de las Santas Patronas Alodía y Nunilón de plata (blanco); acostado en jefe de las iniciales "F" e "Y" de Fernando e Isabel, coronadas de oro, y en punta de las siglas o sílabas "FRAN-CA", de oro. Tras la torre, sostenidos y en sotuer, un bastón civil y una espada, ambos de oro. En punta, un yelmo cerrado siniestrado de plata. Al timbre, la corona real cerrada. Tras el todo, en sotuer, dos banderas de gules, cuyos lienzos asoman a ambos lados del coronel, en los que figuran la cruz y el creciente musulmán, en las de diestra y siniestra respectivamente, bordados en plata y con cenefa de lo mismo. Alrededor, en orla, una filacteria con la leyenda "Muy Noble y Leal Ciudad de Huéscar". El escudo oficial utilizará el formato ovalado, conocido como escudo de tipo eclesiástico.

### Bandera
La enseña del municipio tiene la siguiente descripción:

Un paño rectangular, una vez y medio más largo que ancho, siendo el color blanco circunvalado en todo su perímetro por una bordura en sinople (verde). En el centro del lienzo el escudo municipal en sus colores.

## Historia

### Prehistoria
Huéscar y los municipios de su comarca conservan un importante número de yacimientos arqueológicos. La explicación viene dada porque la comarca está enclavada en un cruce de caminos de vital importancia para las comunicaciones del sureste en la antigüedad. Existe una relación entre las culturas prehistóricas de Los Millares y El Argar de las tierras del Almanzora, y las cuencas de los ríos. Numerosos poblados prehistóricos se establecieron en el Altiplano Granadino.
Aunque no hay substrato arqueológico que dé indicios fiables para la datación del Neolítico, es posible que el abrigo natural de la Piedra del Letrero haya que incluirlo en este período. Este abrigo natural con pinturas rupestres de estilo esquemático fue el primero que se descubrió como tal en la provincia de Granada, en 1915, por el abate francés Henri Breuil, encontrándose también los yacimientos de la Cueva Carada.

### Edad Antigua

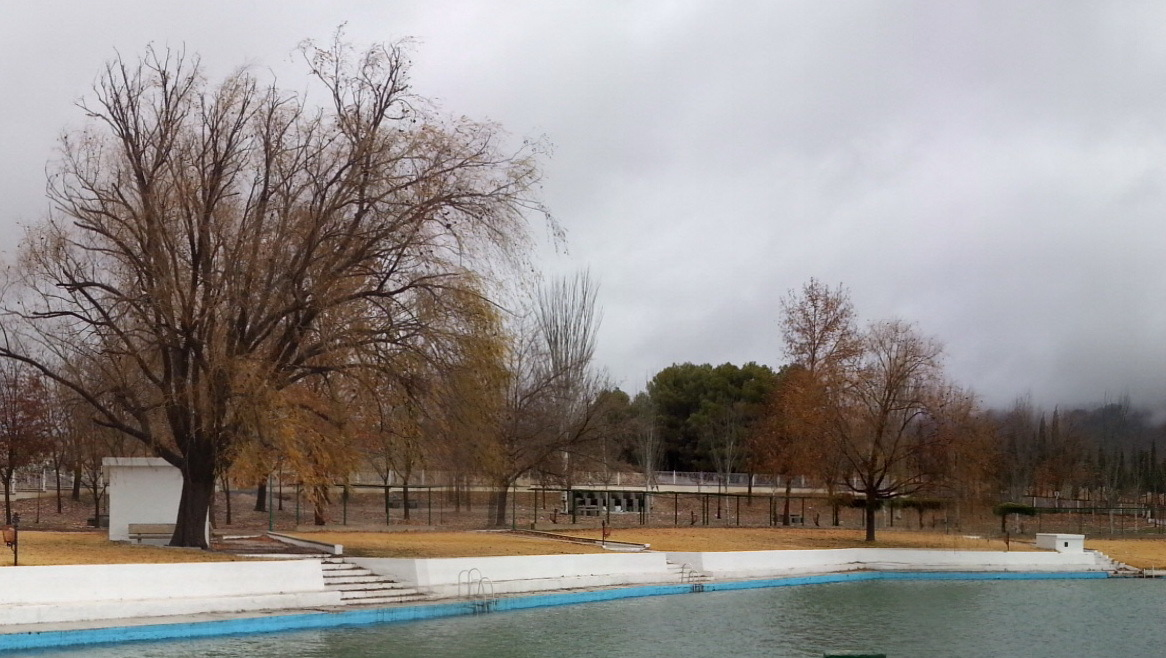
El manantial de Fuencaliente, en Huéscar.

De entre los yacimientos de este período destaca sobre todos ellos los del pago de Torralba. Con menor entidad se pueden citar los restos localizados en los alrededores de la laguna natural de Fuencaliente, las evidentes muestras latinas de Las Fuentes del río Guardal, así como las inscripciones de la calle Alhóndiga, que están hechas sobre lápidas utilizadas en su momento para la construcción de la alcazaba musulmana de Huéscar. Por ello se desconoce el lugar de su ubicación original.

### Edad Media
Durante toda la Alta Edad Media, Huéscar y su comarca tuvieron un poblamiento rural caracterizado por un hábitat disperso. La agricultura y, sobre todo la explotación de ganado menor, fueron sus principales características económicas. Estas actividades económicas propiciaron que Huéscar y el Altiplano en su conjunto estuvieran ocupados por una serie de alquerías. A finales del siglo IX el geógrafo oriental al-Yaqubi mencionó toda la región caracterizada por «las alquerías populosas, contiguas las unas a las otras, y praderas, valles, ríos, fuentes y campos sembrados».
Es a partir del siglo XIII cuando en la actual Huéscar nació un asentamiento urbano. En esta época el altiplano oscense se convirtió en una tierra de frontera entre los reinos de Granada y Murcia.

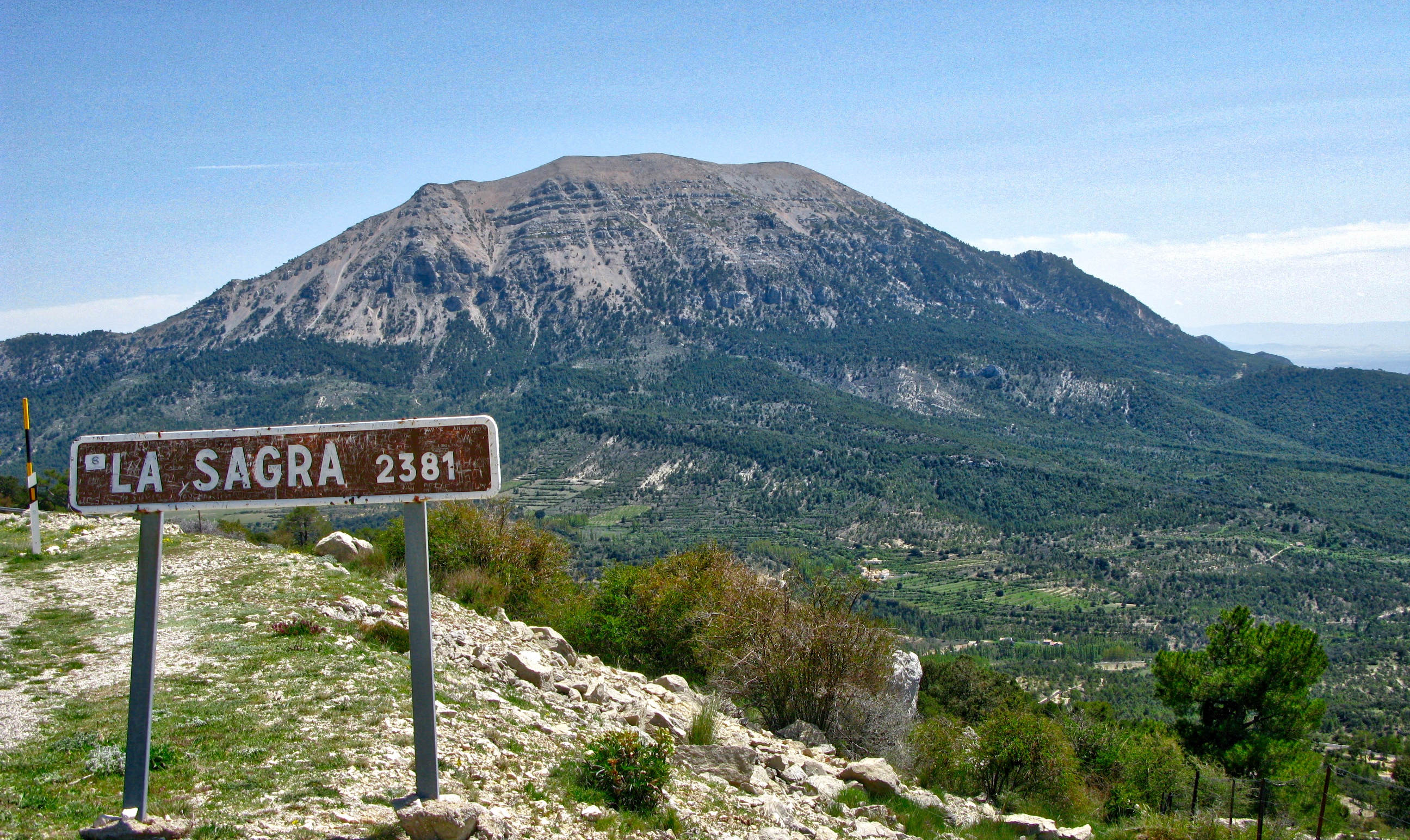
El pico de La Sagra, en el municipio de Huéscar

El 15 de febrero de 1243 se firmó en Toledo el privilegio de donación de Huéscar, Galera y Orce, con sus derechos, portazgos y salinas, en favor de la Orden de Santiago. El rey musulmán Muhammad I de Granada se vio obligado a reconocer en 1246 el dominio cristiano en la frontera mediante el Pacto de Jaén. Sin embargo, la aceptación fue únicamente aparente, ya que estas plazas eran de vital importancia para la estrategia militar del reino. En 1252 Alhamar, rey granadino, sublevó a los moros de la frontera, obteniendo en la parte oriental las fortalezas de Cúllar, Orce, Galera y Huéscar.
En este constante toma y daca, en 1271 los cristianos volvieron a recobrar la población. El control castellano finalizó en 1324, cuando el rey Ismail I de Granada, aprovechando la anarquía existente en Castilla por la minoría de edad de Alfonso XI, recuperó en una rápida campaña las localidades de Huéscar, Orce, Galera y Baza.
En 1434 se produjo un nuevo avance castellano, que tuvo por resultado la conquista de Huéscar. La ciudad fue tomada al asalto por Rodrigo Manrique.
Este dominio cristiano fue efímero ya que, apenas catorce años más tarde, en 1447, los musulmanes granadinos volvieron a recobrar la ciudad.
La incorporación definitiva de Huéscar a la Corona de Castilla se produjo en 1488. En una carta del capitán Rodrigo Ponce de León se narró que el alcaide de Huéscar, acompañado de otros moros principales, habían acudido a ofrecer la ciudad a los cristianos. Fernando II de Aragón había decidido que acudiera a recibirla, quedando como gobernador Rodrigo Manrique en recuerdo de su familiar que había conquistado la plaza en 1434.

### Edades Moderna y Contemporánea

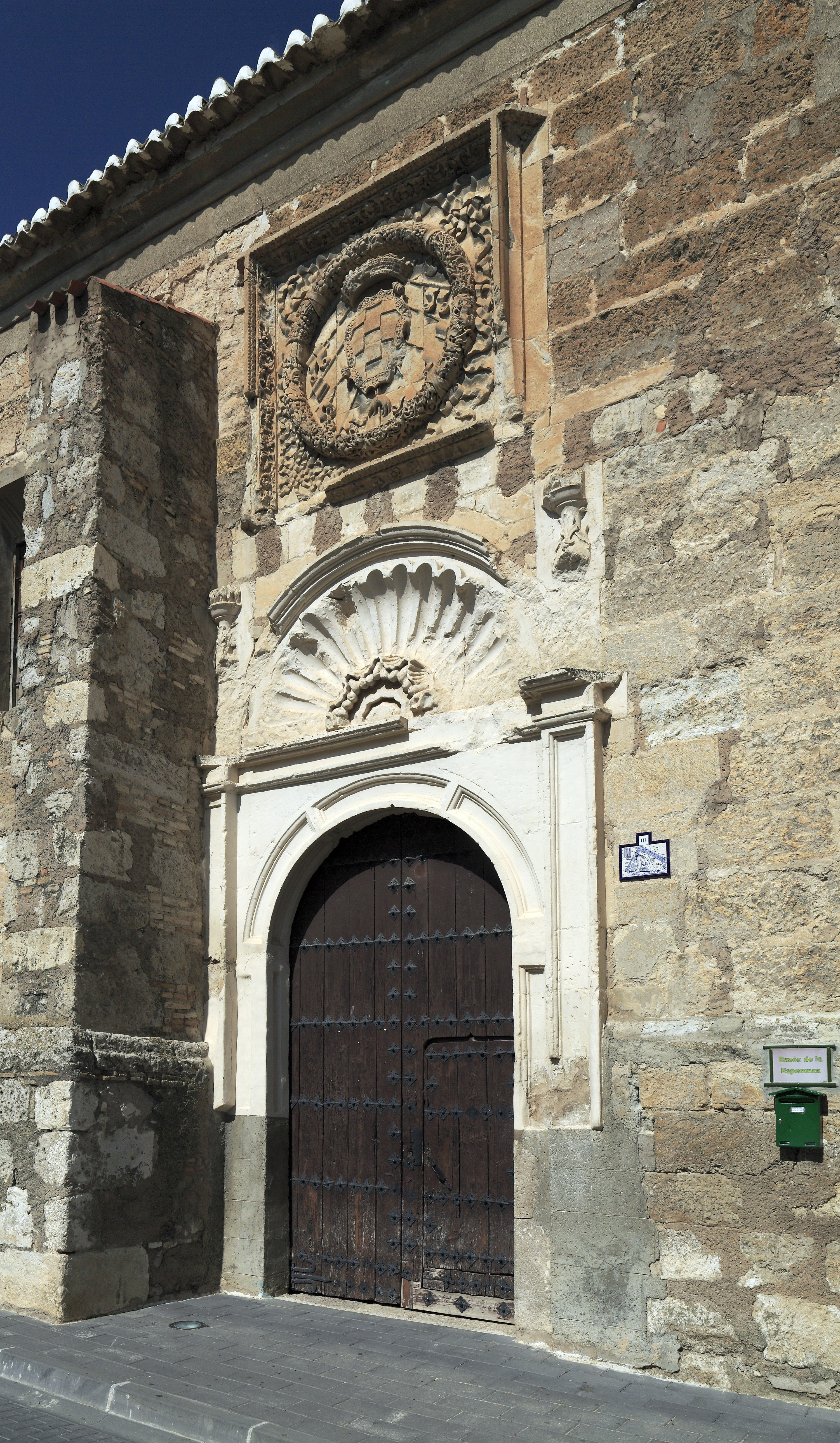
Iglesia de Santiago, en la calle Alhóndiga de Huéscar

El largo período histórico de la Reconquista, iniciado por los cristianos en el siglo VIII, culminó con la firma de la Capitulación de Granada por la cual el último reino musulmán de la península ibérica quedó bajo el dominio de la Corona de Castilla. Isabel I de Castilla y su esposo, Fernando, lograron la paz con los moros concediéndoles importantes derechos, entre ellos, que serían siempre respetados en su religión y costumbres.
En 1495 los reyes vulneraron lo pactado y entregaron Huéscar como marquesado al condestable de Navarra, el conde de Lerín.
En 1513 Juana I de Castilla —la Loca— donó al II duque de Alba de Tormes, Fadrique Álvarez de Toledo y Enríquez, la ciudad de Huéscar como señorío en agradecimiento por su participación en la guerra granadina.
En 1563 Felipe II creó el ducado de Huéscar, título de nobleza que otorgó a la hija de los condes de Benavente, María Josefa Pimentel y Enríquez, como regalo por su matrimonio con el primogénito de la casa de Alba y futuro duque de Alba, Fadrique Álvarez de Toledo y Enríquez de Guzmán. Así, el ducado de Huéscar tuvo como destinataria a la mujer que contrajera casamiento con el hijo varón mayor del ducado de Alba. La característica inicial de este título fue que el marido era el duque consorte de un territorio del que era señor.
La represión antimorisca y las sucesivas expulsiones de estos terminaron afectando muy duramente a la ciudad. Huéscar había llegado a alcanzar casi seis mil habitantes a mediados del siglo XVI. A finales de ese siglo dicha cifra quedó reducida prácticamente a la mitad.

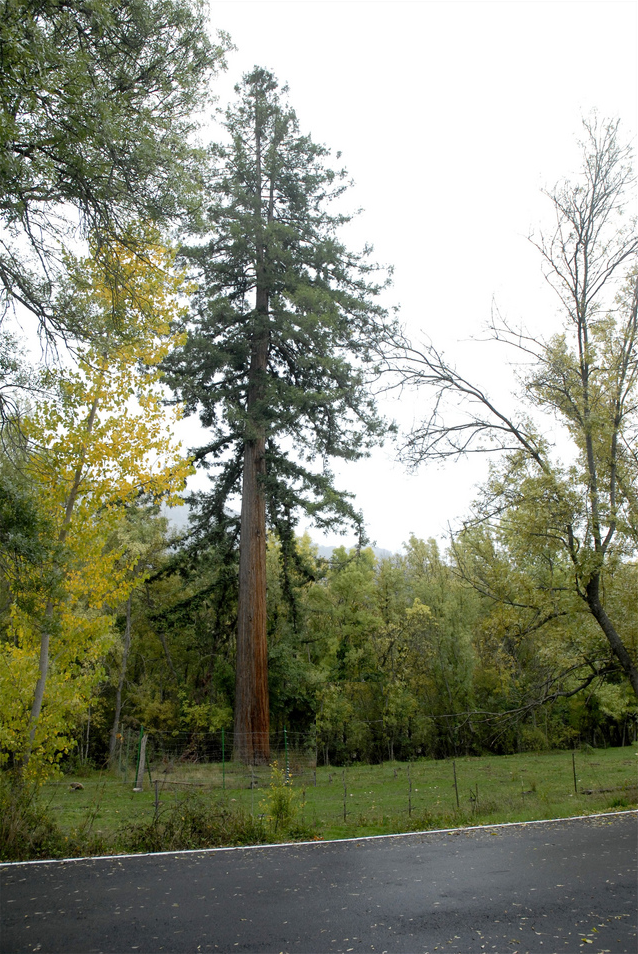
Las secuoyas o mariantonias de Huéscar

Huéscar ha pertenecido a la archidiócesis de Toledo desde 1544 hasta 1953. Esto, unido al hecho de la repoblación masiva por parte de castellanos, aragoneses y navarros, da explicación al estilo de las construcciones en la ciudad. La población navarra, que fue la más numerosa, trajo consigo muchas tradiciones, como la devoción a las santas Alodia y Nunilo, actuales patronas de la localidad —en Granada las santas reciben el nombre de Alodía y Nunilón—, bailes típicos y apellidos del norte de la península ibérica, como Aguirre, Aránega, Carricondo, Corcostegui, Huarte —que luego derivó en Hualte, Varte y Valte— Iriarte, Irigaray, Irigoyen, Peralta, Sola, Trucharte, Viana, Yturriaga, Zabal, y los numerosos Navarro.
Curiosamente esta localidad estuvo en guerra con Dinamarca, a pesar de ser aliados en ese momento de las guerras napoleónicas, desde el 11 de noviembre de 1809 hasta ese mismo día de 1981, fecha en la que se firmó la paz entre las autoridades danesas y de Huéscar tras un total de ciento setenta y dos años de «conflicto».

## Geografía

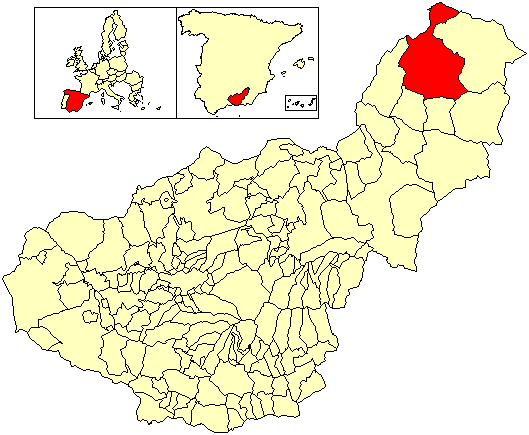
Extensión del municipio en la provincia de Granada

### Situación
Integrado en la comarca del mismo nombre, se encuentra situado a 146 kilómetros de la capital provincial, a 152 de Murcia, a 201 de Almería, a 202 de Jaén y a 218 de Albacete. El término municipal está atravesado por la carretera A-330, que conecta la autovía A-92N en Cúllar con la Región de Murcia, dirección a Caravaca de la Cruz.
| Noroeste: Segura de la Sierra (J) | Norte: Santiago-Pontones (J) | Nordeste: Nerpio (AB)        |
| Oeste: Castril                    |                              | Este: Puebla de Don Fadrique |
| Suroeste: Castilléjar             | Sur: Galera                  | Sureste: Orce                |

## Demografía
Huéscar cuenta con una población de 7234 habitantes (INE 2024), que se distribuyen de la siguiente manera:
| Unidad poblacional           | Hab. |
| ---------------------------- | ---- |
| Huéscar                      | 6220 |
| Barrio Nuevo                 | 474  |
| Barrio Nuevo de San Clemente | 269  |
| La Parra                     | 29   |
| Duda                         | 21   |
| Canal de San Clemente        | 13   |
| diseminados                  | 169  |
| TOTAL                        | 7195 |

### Evolución de la población
| Gráfica de evolución demográfica de Huéscar entre 1842 y 2021                                                       |
| |
| Población de derecho según los censos de población del INE Población de hecho según los censos de población del INE |

## Economía

### Evolución de la deuda viva municipal
El concepto de deuda viva contempla sólo las deudas con cajas y bancos relativas a créditos financieros, valores de renta fija y préstamos o créditos transferidos a terceros, excluyéndose, por tanto, la deuda comercial.
| Gráfica de evolución de la deuda viva del Ayuntamiento de Huéscar entre 2008 y 2022                                  |
| |
| Deuda viva del Ayuntamiento de Huéscar, en miles de euros, según datos del Ministerio de Hacienda y Función Pública. |

## Administración y política

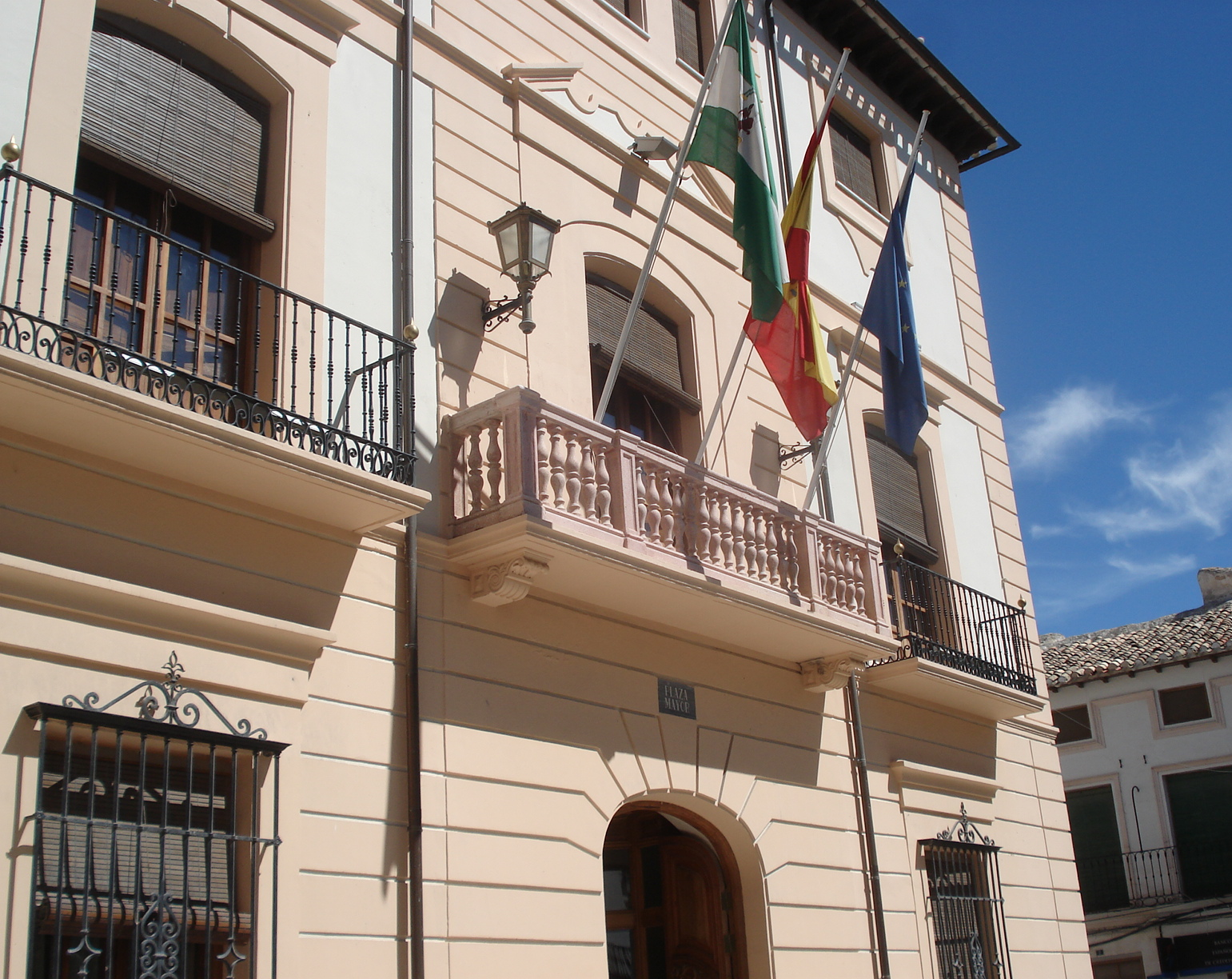
Fachada de la casa consistorial

Los resultados en Huéscar de las últimas elecciones municipales, celebradas en mayo de 2023, son:
| Elecciones Municipales - Huéscar (2023) | Elecciones Municipales - Huéscar (2023)                    | Elecciones Municipales - Huéscar (2023) | Elecciones Municipales - Huéscar (2023) | Elecciones Municipales - Huéscar (2023) |
| Partido político                        | Partido político                                           | Votos                                   | Votos                                   | Concejales                              |
| --------------------------------------- | ---------------------------------------------------------- | --------------------------------------- | --------------------------------------- | --------------------------------------- |
|                                         | Partido Popular (PP)                                       | 1627                                    | 40,71 %                                 | 6                                       |
|                                         | Partido Socialista Obrero Español (PSOE)                   | 1307                                    | 32,70 %                                 | 4                                       |
|                                         | Independientes del Altiplano de Granada (IAG)              | 856                                     | 26,29 %                                 | 3                                       |
|                                         | Unión Regeneradora Democrática "El Pueblo" (URD EL PUEBLO) | 89                                      | 2,22 %                                  | 0                                       |
|                                         | Vox                                                        | 74                                      | 1,85 %                                  | 0                                       |

En las elecciones de 2019, la popular Soledad Martínez fue elegida originalmente alcaldesa gracias a un pacto con Ciudadanos. En julio de 2021 cedió la alcaldía a Ramón Martínez, de la formación naranja.
Tras las elecciones de 2023, Ramón Martínez renueva como alcalde de Huéscar, pero esta vez con el apoyo de los concejales socialistas, sumando 7 concejales entre los de Huéscar en Marcha y el PSOE, frente a los 6 del PP.

### Alcaldes
| Legislatura | Nombre                                                                 | Grupo |
| ----------- | ---------------------------------------------------------------------- | ----- |
| 1979-1983   | José Pablo Serrano Carrasco                                            | UCD   |
| 1983-1987   | José Pablo Serrano Carrasco                                            | AP    |
| 1987-1991   | José García Giralte                                                    | PSOE  |
| 1991-1995   | José Pablo Serrano Carrasco                                            | UG    |
| 1995-1999   | José García Giralte                                                    | PSOE  |
| 1999-2003   | José García Giralte (1999-2001) Agustín Gallego Chillón (2001-2003)    | PSOE  |
| 2003-2007   | Agustín Gallego Chillón                                                | PSOE  |
| 2007-2011   | Agustín Gallego Chillón                                                | PSOE  |
| 2011-2015   | José María Martínez Rodríguez                                          | PSOE  |
| 2015-2019   | José María Martínez Rodríguez                                          | PSOE  |
| 2019-2023   | Soledad Martínez Román (2019-2021) Ramón Martínez Martínez (2021-2023) | PP Cs |
| 2023-act.   | Ramón Martínez Martínez                                                | IAG   |

## Comunicaciones

### Carreteras
Las principales vías de comunicación que transcurren por el municipio son:
| Identificador | Denominación                          | Itinerario                        |
| ------------- | ------------------------------------- | --------------------------------- |
| A-317         | De La Puerta de Segura a Vélez-Rubio  | La Puerta de Segura - Vélez-Rubio |
| A-326         | Carretera de Pozo Alcón a Huéscar     | Pozo Alcón - Huéscar              |
| A-330         | Carretera de Cúllar a Caravaca        | Cúllar - L.P. Murcia              |
| A-330R1       | Ramal a Huéscar                       | A-330 - Huéscar                   |
| A-4200        | De Baza a Huéscar por Benamaurel      | Baza - Huéscar                    |
| A-4301        | De Huéscar a A-317                    | Huéscar - A-317                   |
| A-4302        | De Huéscar a A-330                    | Huéscar - A-330                   |
| GR-9100       | De A-4301 a la Puebla de Don Fadrique | A-4301 - Puebla de Don Fadrique   |
| GR-9101       | De A-326 a A-4301 por Duda            | A-326 - A-4301                    |

Algunas distancias entre Huéscar y otras ciudades:
| Ciudades | Distancia (km) |
| -------- | -------------- |
| Baza     | 50             |
| Granada  | 146            |
| Murcia   | 152            |
| Almería  | 201            |
| Jaén     | 202            |
| Albacete | 218            |

## Servicios

### Sanidad
El municipio cuenta con un centro de salud con servicio de urgencias situado en la calle de la Cruz, s/n, dependiente del Área de Gestión Sanitaria Nordeste de Granada. El área hospitalaria de referencia es el Hospital de Baza.

### Educación
Los centros educativos que hay en el municipio son:
| Denominación genérica                    | Nombre del centro   | Naturaleza | Dirección                 |
| ---------------------------------------- | ------------------- | ---------- | ------------------------- |
| Instituto de educación secundaria        | IES Alquivira       | Público    | C/ San Juan Bosco, 1      |
| Colegio de educación infantil y primaria | CEIP Cervantes      | Público    | C/ San Juan Bosco, s/n    |
| Escuela Infantil                         | EI Clara Campoamor  | Público    | Brr. de los Reyes, s/n    |
| Escuela de arte                          | EA Huéscar          | Público    | C/ Morote, 62             |
| Colegio de educación infantil y primaria | CEIP Natalio Rivas  | Público    | Av. de la Constitución, 5 |
| Colegio de educación infantil y primaria | CEIP Princesa Sofía | Público    | C/ de la Cruz, s/n        |
| Instituto de educación secundaria        | IES La Sagra        | Público    | Av. de Granada, s/n       |
| Centro de educación permanente           | CEPER La Verea      | Público    | C/ de la Cruz, s/n        |

## Cultura

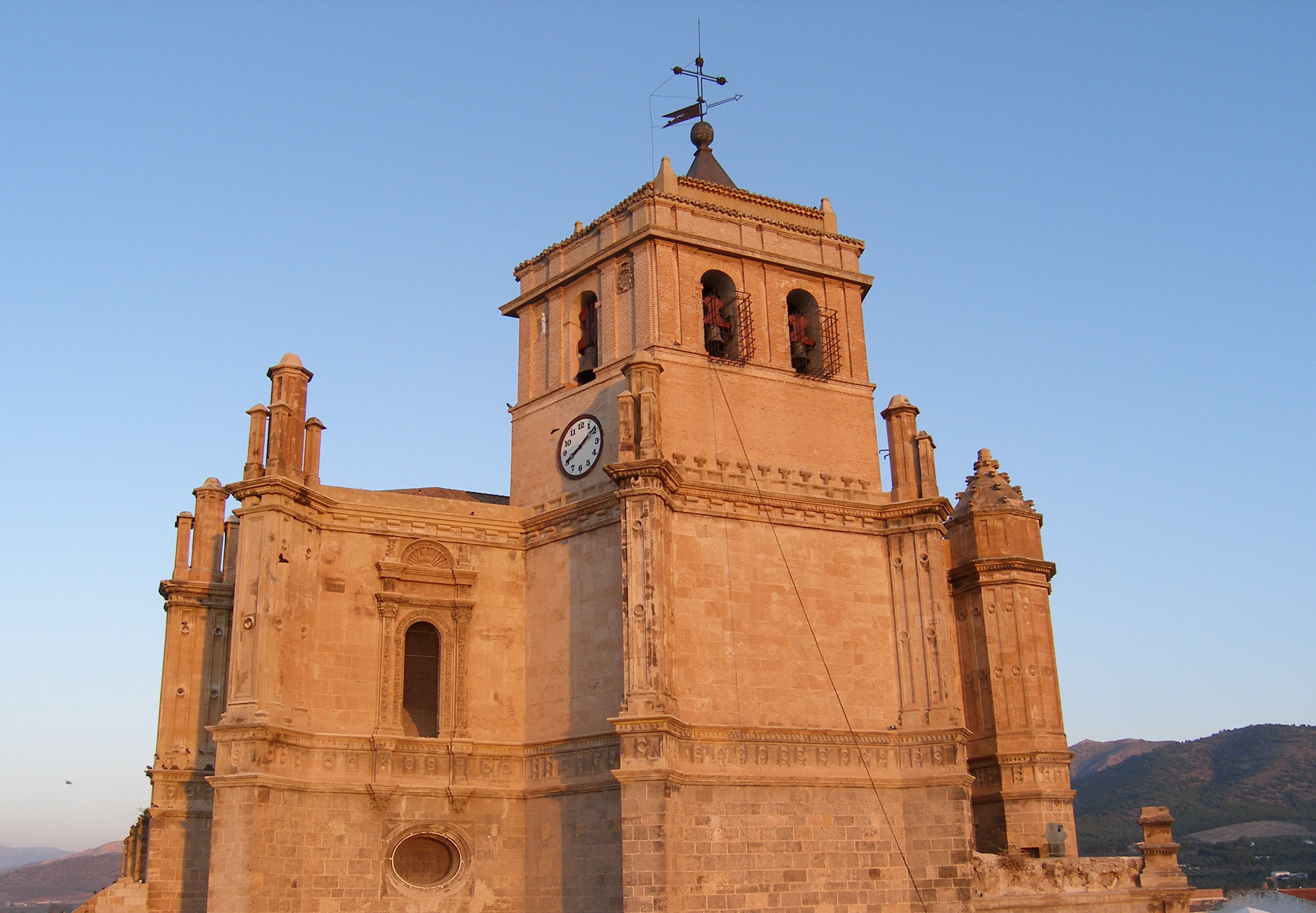
Colegiata de Santa María la Mayor

### Patrimonio
Entre los monumentos huesquerinos destaca la Colegiata de Santa María la Mayor, que es un templo gótico-renacentista de principios del siglo XVI. Fue construida bajo la dirección de Diego de Siloé, y es reseñable la portada isabelina de la sacristía vieja y la portada principal renacentista, así como la bóveda gótica, la bóveda plateresca y el coro barroco. También sobresale la casa-palacio de los Penalva, de estilo modernista.
En su término municipal también existen un importante número de torres ópticas de época nazarí, como es el caso de las atalayas de Sierra Encantada, de Campo-Botardo, de la sierra del Muerto o de Sierra Bermeja, todas ellas integrantes del sistema defensivo fronterizo del Reino de Granada, así como la Torre de la Cantera de Valentín.

### Museos
Desde 2011 la localidad alberga el Museo José de Huéscar, situado en el edificio del Pósito, junto a la Torre del Homenaje. Custodia el legado artístico de José Antonio de Huéscar, historietista e ilustrador español que trabajó para el mercado francés, y tras su fallecimiento lo cedió a Huéscar en razón de la coincidencia de nombre.

### Fiestas

#### Las Santas
En Huéscar se celebran con intensa actividad las fiestas de sus patronas, las santas niñas Alodía y Nunilón que, según la tradición, de padre moro y madre cristiana, murieron mártires por preservar su fe cristiana.

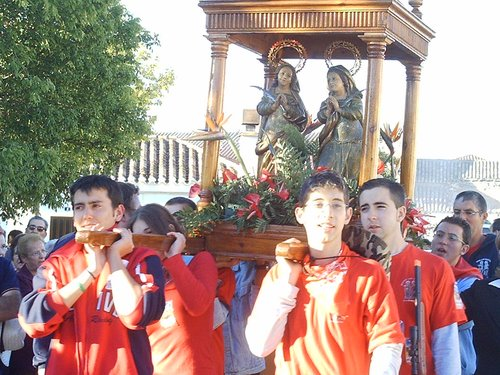
Procesión de Las Santas en Huéscar

El programa comienza con desfiles de gigantes y cabezudos, y todas las noches hay verbena popular. Los actos religiosos se concentran en la jornada del sábado, con una misa concelebrada en honor de Las Santas, que se celebra al mediodía con asistencia de la corporación municipal, la comisión de fiestas y autoridades de varios pueblos de la comarca. A continuación, la banda de música ofrece un concierto de pasodobles y otro de música ligera.
Actuaciones musicales, concursos, degustaciones gastronómicas, competiciones deportivas y muchas otras actividades de distinta índole completan el programa festivo.

#### Romería de Las Santas

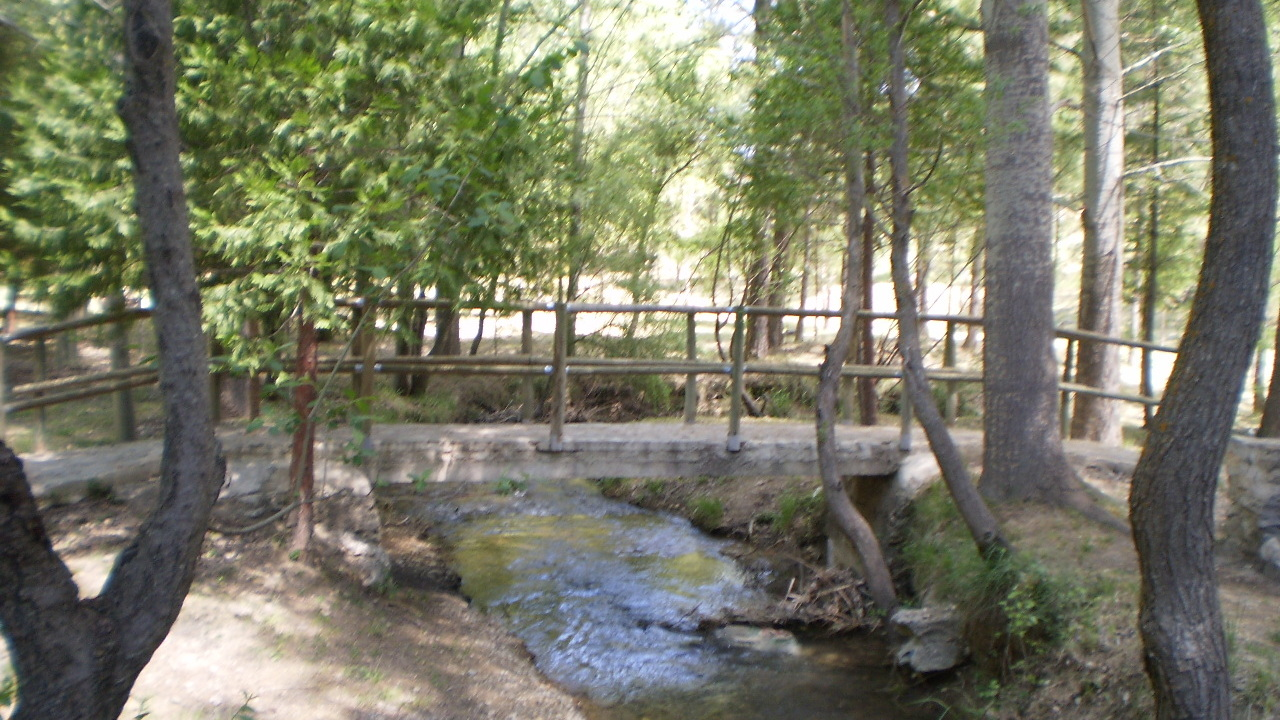
El paraje de Las Santas

La romería que se celebra el lunes de Pentecostés, exactamente a los cincuenta días del Lunes de Pascua. Las Santas tienen su ermita al pie de la sierra de La Sagra. Los días anteriores a la romería, siempre en fin de semana, se celebran verbenas, desfile de carrozas, bailes típicamente granadinos y otras actividades.

### Gastronomía
La cocina oscense está muy influenciada por la del Levante, al ser Huéscar nudo de comunicaciones entre el sur y el este peninsular; su cocina también es navarro-aragonesa, como consecuencia de la repoblación de la comarca tras la Reconquista; y manchega, por cercanía y por la pertenencia eclesiástica a la archidiócesis de Toledo hasta 1953. Es rica en legumbres, verduras, hortalizas y aceite de oliva virgen, así como en carnes y grasas. En la gastronomía se puede distinguir tres apartados fundamentales que se corresponden con tres épocas del año definidas: la matanza del cerdo, el consumo directo de los cultivos propios de la tierra y la conserva de los mismos para el resto del año.
Destacan los productos elaborados de la carne de cerdo como los embutidos, la morcilla, el lomo de orza o la butifarra. También son muy importantes sus viñedos; se cultiva uva blanquilla, gordal, generval, blasca y tinta doble.

### Cine
El secarral de Huéscar es escenario de la película Intemperie (2019), de Benito Zambrano.

## Hermanamiento
- Kolding, Dinamarca[21]